# Римска република
Римска република означава раздобље државног уређења римске државе у времену између Римског краљевства (509. п. н. е.) и успостављања Царства 13. јануара 27. п. н. е.
Тешко је одредити тачан датум настанка Римске републике. Тит Ливије наводи да је последњи римски краљ, Тарквиније Охоли, 509. п. н. е. протеран из Рима, Луције Јуније Брут и Луције Тарквиније Колатин изабрани за римске конзуле, док је 508. п. н. е. изабран и први првосвештеник, тј. понтифекс максимус (лат. Pontifex maximum).

## Државно уређење
Римска република је имала хијерархију изабраних магистрата са различитим овлашћењима. Римско уређење из времена републике касније је инспирисало уређења средњовековних градова-држава, али и друге државне творевине модерног доба, од ренесансе до данас.
Од посебног значаја били су следећи елементи државног уређења Римске републике :
- ануитет — све дужности су имале мандат од једне године.
- колегијалност — увек су две особе истовремено обављале једну државну службу — изузетак је диктатор. Магистрати су били богати и нису добијали плату. Највиши магистрати су била два конзула.
- право промене уредбе (право вета) — сваки магистрат је имао право да коригује, измени или врати уредбу коју је његов колега донео.

Највећу извршну власт, неограничену, у Римској републици имао је конзул (лат. Imperium maius). Њихова власт у рату је била неограничена. Конзули су били одговорни за врховно војно заповедништво, право пресуде, сазивање Сената и народних скупштина. За време криза, постојала је могућност именовања диктатора на 6 месеци (ванредни мандат) , који је имао апсолутну власт (власт му је била најважнија) (лат. Summus imperium); током његовог мандата би сви други магистрати били суспендовани.
После конзула (по висини положаја) били су претори (судије), затим едили ( задужени за ред, мир, намирнице - Тибар), после њих били су квестори (водили су државну благајну), а важно место су имали и цензори (пописивали су грађане и састављали спискове сенатора). Конзули, претори, едили, квестори и цензори су били редовни магистрати.
Магистрати су били бирани кроз три различите народне скупштине:
- Центуријска скупштина — бирала је цензоре, конзуле, преторе.
- Трибутска скупштина — бирала је магистрате нижег ранга: едиле, квесторе, двадесетшесторицу (лат. Vigintisexviri).
- Плебејска скупштина — бирала је народне трибуне (штитили су плебејце, који су били обичан народ, од патриција, који су били аристократе) и плебејске едиле.

Римски сенат и народне скупштине (лат. Comitia) били су надлежни за законе и надгледање рада свих властодржаца. Ислужени магистрати су постајали сенатори, уколико се томе не би успротивили цензори. Првобитно су у сенат улазили само патрицији, а касније и плебејци.

## Историја републике

### Настанак и доба ране републике (510. п. н. е. — 351. п. н. е.)
Раздобље настанка и раног доба Римске републике обележено је утемељењем и обезбеђивањем римске државе. Године 496. п. н. е. Римљани су победили Латине у бици код Регилског језера, а 493. п. н. е. су склопили савез са Федерацијом латинских градова.
Долази и до првих сукоба између плебејаца и патриција. Плебејци су сељаци, занатлије, трговци — који је по римским законима морао служити у ратовима државе. Често зато нису могли обрађивати своју земљу, те су, не могавши да прехране своје породице, падали у дужничко ропство. Први велики корак ка извојевању својих права плебејци су начинили одбивши да ратују против Латина: попевши се на свето у брдо у Риму, нису хтели да пођу у рат док им се не испуне захтеви да учествују у власти. Тако су 494. п. н. е. добили право да бирају народне трибуне, прво двојицу, па онда десеторицу. Следећи плебејски успех био је доношење Закона дванаест таблица 451. п. н. е., који се заснивао на обичајном праву. Од 367. п. н. е., на предлог трибуна Лицинија и Секстија, од двојице конзула један морао да буде из редова плебејаца. Народни трибуни су имали право вета. Последњи успех плебејаца из тог раздобља догодио се 326. п. н. е., када је изгласано укидање дужничког ропства.
Одмах након успостављања републике, Рим је почео да спроводи експанзионистичку и освајачку политику. У првим годинама републике Римљани су били суочени са ратом против Латина (њихов циљ је био ослобађање од римске власти). Латини и Римљани су се сукобили на Регилском језеру 499. год. п. н. е, победа се приписује Римљанима. Склапају савез 493. п. н. е. Поред Латина велику претњу по Рим представљали су и Веји, који су се сукобили из економских разлога (над трговачким путем који је водио долином Тибра). Борба је трајала око 100 година, а етрурски град је освојен 396. п. н. е.

#### Рат против Гала
Гали су на Рим ударили 387. п. н. е. (битка на Алији). На брзину скупљена римска војска је претрпела велики пораз, а Гали су после победе продрли у Рим и сравнили га са земљом. Римљани су били принуђени на предају, а Гали су се повукли, али тек пошто су приморали Римљане да плате велику откупнину у злату.

#### Ратови против Самнита
Самнити су били добри ратници, вични борби у брдским пределима, често су пљачкали римску територију и нападали римске савезнике. Римљани су водили три рата са Самнитима. Мада најтежи и најопаснији по Римљане био је Други самнитски рат, 327. п. н. е. - 304. п. н. е. Римљани су се у првим годинама сукоба дичили значајним успесима. Међутим, једна грешка их је коштала и независности и слободе. Сазнавши да је један од савезничких градова под опсадом Римљани су пожурили да га ослободе, да би брже дошли, одлучили су да прођу кроз Каудински ккланац (321. п. н. е.). Ту су упали у замку и дуго су били непомични. Морали су да се предају и склопили су мир са Самнитима. Тај мир је трајао само пет година и Римљани су га искористили да би сакупили снагу и опоравили се од пораза. Победа је, на крају, припала Римљанима 304. п. н. е. Моћ Самнита је коначно сломљена у Трећем самнитском рату (почетком 3. века п. н. е.).

### Успон и развитак Римске републике
После 340. п. н. е., Римљани су успоставили контролу над већином градова у подручју Лација. После 280. п. н. е., пошто су однели победу у Пировом рату, освојена је и јужна Италија. Тамо су већ вековима били присутни стари Грци, па је на тај начин Рим дошао у додир са старогрчком културом. У циљу успостављања и одржања контроле на освојеној територији, започиње се с оснивањем колонија, што је опет водило ка стварању савеза са градовима и племенима са различитим правима и повластицама.
Становништво које је насељавало територије под контролом Римске републике имало је различите статусе. Становници су могли бити:
- пуноправни грађани државе (грађани Рима, колонија и већ сврстана племена);
- заједнице са римским грађанским правима, али без права одлучивања;
- савезници, који су могли задржати своје аутономије.

#### Пунски ратови
У раздобљу између 264. п. н. е. и 146. п. н. е., Римљани су водили Пунске ратове након којих град-држава Рим постаје водећа сила у западном Медитерану. Први пунски рат (264. — 241. п. н. е.) започео је због сукоба интереса Рима и трговачке државе Картагине око острва Сицилије. Римљани су тада били принуђени да на брзину изграде ратну поморску флоту; прва права њена победа била је код рта Миле 260. п. н. е., под командом конзула Дулија. 256. п. н. е. Римљани су кренули у поход на саму Картагину, али су их Картагињани у томе спречили. После тога, није било нових битака све до битке код Егатских острва 241. п. н. е., када је дошло до предаје Картагине и окончања Првог пунског рата.
Други сукоб између Рима и Картагине отпочиње спором око зона утицаја у Хиспанији, и 218. п. н. е. узима се за почетак Другог пунског рата (218. — 202. п. н. е.). Велики картагињански војсковођа Ханибал прелази Алпе и упућује се ка Риму. После неколико римских пораза (као код Кане 216. п. н. е.), када је већ изгледало да ће Ханибал освојити Рим, ипак долази до победе над Ханибаловим братом у бици код Метаура (207. п. н. е.). Моћ самог Ханибала слаби након тога, упркос савезу са македонским краљем Филипом V, који је 215. п. н. е. такође отпочео рат против Римљана. До коначне победе над Картагином долази после искрцавања Римљана у северној Африци, у бици код Заме (202. п. н. е.). Картагина је тиме изгубила све своје територије у Хиспанији. У Трећем пунском рату (149. — 146. п. н. е.) Рим је разорио и саму Картагину, основавши провинцију Африка.
Важна последица Пунских ратова била је оснивање римских провинција, од којих је прва била Сицилија. Провинција је представљала нарочито устројену административну јединицу, којом је управљао намесник, бивши претор или конзул, којег је именовао Сенат. Унутар провинције, градови или племена који су били римски савезници задржавали би унутрашњу аутономију, док би остатак популације морао да плаћа намете за римску државну благајну.

#### Грчка, Сирија и Македонија
Римљани су се већ 200. п. н. е. политички умешали у сукобе у Грчкој. Ставши на страну малих и средње јаких земаља, супротставили су се Македонији. 196. п. н. е. прогласили су Грчку слободном земљом али под римским протекторатом, што је проузроковало немире, па и рат против селеукидског краља Антиоха III (192. — 188. п. н. е.). Након победе и повлачења Антиохове војске, Рим је коначно победио Македонију у Трећем римско-македонском рату (171. — 168. п. н. е.); одлучујући ударац задат је у бици код Пидне. Након те победе, Рим је прогласио Македонију својом провинцијом.
Победама над Картагином и Македонијом, стављањем њихових територија под своју власт, као и протеривањем Селеукида, Рим постаје господар целог западног света. На истоку, Рим штити нејаки птолемејски Египат од Селеукида. Године 133. п. н. e. на тлу некадашње Пергамске краљевине, чији је последњи краљ завештао своју државу Риму, основана је провинција Азија која је обухватала запад Мале Азије.

#### Побуне робова и упади варвара
Робови су постојали још за време краљева. У 2. веку п. н. е. избијају и први отпори унутар Рима. Године 136. п. н. е. започео је устанак робова на Сицилији, а од 111. до 105. п. н. е., Рим је води рат против краља Југурте у Нумидији. Са севера на Рим су почела да насрћу германска племена, Тевтонци и Кимбри, а 104. п. н. е. започиње и Други устанак робова. Од 91. до 88. п. н. е. Италски савезници воде рат против Рима, што је Митридат VI Еупатор искористио да заузме провинцију Азију, притом поубијавши неколико хиљада римских насељеника. Сула је потом био именован за управника Азије и заповедника у Митридатовим ратовима (82. - 79. п. н. е.), чиме се заоштравају и почињу сукоби и унутар самог Рима. Број робова се значајно повећао после освајања у Средоземљу (ратни заробљеници продавани су у ропство). Римска држава је повремено била потресана побунама робова, а највећи устанак је избио 74. п. н. е. у Каспанији, под вођством Трачанина Спартака. Побуна је почела као завера гладијатора, али се касније проширила и на осиромашене сељаке. Спартак је најпре намеравао да преко северне Италије поведе своје саборце кућама у Галију и Тракију, затим је сањао о нападу на Рим, па је одлучио да пређе у Сицилију. Пресудна битка, у којој је Спартак погинуо, одиграла се у Апулији 71. п. н. е.

### Доба класних и грађанских ратова у Римској републици
Успон и развитак Рима као моћне државе поред многих предности донео је и проблеме. Као кључни проблем показао се аграрни, тесно повезан са војним саставом, што је у крајњем случају довело до сукоба и грађанских ратова у самом Риму и водило ка пропасти Римске републике.
Традиционални милицијски састав, код којег су сви грађани укључени у одбрану и вођење рата, показао се непрактичним због великог ширења римске државе. После пораза у Југуртином рату и у ратовима против Тевтонаца и Кимбра, Гај Марије је успео да спроведе војну реформу. Уведена је професионална војска састављена од добро обучених војника, што је довело до зближавања војника са својим заповедницима. За већину војника који нису поседовали земљу, војна служба није више била обавеза већ извор зараде. Они су, осим поделе плена из освајања, од својих заповедника очекивали да им по престанку војне службе доделе и земљу. Ветеранске пензије на тај начин све су више постајале предмет политичких расправа у Риму.
Приврженост војника појединим заповедницима такође се показала као отежавајућа околност политичког устројства Рима. Наиме, заповедници су добили могућност да се помоћу својих војски, а из својих сопствених интереса супротставе вољи Сената или народних скупштина, па је време грађанских ратова обележено амбициозним идејама политичара и њихових приватних војски.
Политички сукоби унутар Рима почели су да се заоштравају од 133. п. н. е. У сталном су политичком сукобу били су оптимати и популари, при чему су се популари залагали за смањивање социјалних разлика у Риму кроз увођење аграрне реформе. Покушаји народних трибуна, Тиберија Граха 133. п. н. е. и његовог брата Гаја Граха десет година касније, нису уродили плодом. Гај Марије је 107. п. н. е. увео војну реформу и постао вођа популара.
На другој страни, на чело оптимата се ставио Корнелије Сула. После победе над Митридатом VI, Сула се 88. п. н. е. вратио у Рим, протерао Маријеве присталице и завео диктатуру. Године 82. п. н. е. поново се обрачунао са маријевцима у крвавој бици код Порта Колина. Након те битке, поново је умарширао са својим легијама у Рим, обрачунао се са својим противницима, завео диктатуру и променио политичко уређење.
Након Првог грађанског рата у Риму, успешни заповедници преузели су врло важну улогу. Помпеј Велики, који је као млад заповедник био у Сулиним редовима, стекао је велику славу након што је победио Селеукиде, оснивао нове провинције и учествовао у угушењу Спартаковог устанка. Склопио је тајни савез са Красом и Цезаром (Први тријумвират), што је уједно био и врло јасан показатељ структурне слабости касне Републике, чије институције нису биле дорасле насталој кризи. После погибије Краса у бици код Каре 53. п. н. е., 49. п. н. е. дошло је до сукоба друге двојице моћника, Помпеја и Цезара, чиме је уједно отпочео и Цезаров грађански рат. У њему је Цезар победио Помпеја 48. п. н. е. код Фарсале у Тесалији, након чега је поражени побегао у птолемејски Египат где је и убијен. После победа над Помпејевим присталицама у Хиспанији и Египту, Цезар је постао и једини владар Римског царства, што је био и повод за његово убиство 15. марта 44. п. н. е. у Сенату и почетак Трећег римског грађанског рата. Цезаров блиски сарадник Марко Антоније удружио је снаге с унуком Цезарове сестре и усвојеним сином Октавијаном, којима су победили републиканце Брута и Касија 42. п. н. е. код Филипа у Грчкој.

### Распад Римске републике и успостава Римског царства
Изгледало је да се ситуација из 49. п. н. е. понавља: Марко Антоније и Октавијан поделили су римске територије уговором из Бриндизија на интересне сфере — Антоније је владао источним а Октавијан западним делом. Међутим, Антоније и Клеопатра VII, краљица Египта, почели су да сањају о великом царству са средиштем на истоку, што је 32. п. н. е. довело до прекида пријатељства између Марка Антонија и Октавијана. Под Октавијановим утицајем, сенат је објавио рат Египту. У одлучујућој бици код Акција (31. п. н. е.), Октавијан је протерао Антонија и Клеопатру у Египат, где су обоје после кратког времена једно за другим извршили самоубиство. Египат је постао римска провинција под директном влашћу будућег цара Октавијана. Октавијан је постао самостални владар Рима, преузео трибунска овлашћења, чиме је могао да сазива Сенат и скупштине и уређује и предлаже законе, и империјум тј. врховну команду над римским војскама. Најчешће се 27. п. н. е. узима се за настанак Римског царства, када је Октавијан проглашен за августа, преузвишеног и принцепса сената (вођу сената), због чега се нови систем често називао принципатом. Август је дозволио потоњи избор магистрата и функционисање Сената, али је директно одлучивао о најважнијим наименовањима. Тиме су републиканске институције називно сачуване, али је суштина власти прешла у руке монарха.